# 卡希拉公路
卡希拉公路（俄语：Каши́рское шоссе́）是連接俄羅斯首都莫斯科和莫斯科州卡希拉的一條公路。呈西北-東南走向，西起華沙公路。
19世紀以舊卡希拉路命名。